# ولفگانگ کاوتک
ولفگانگ کاوتک (آلمانی: Wolfgang Kautek) شیمی‌دان اهل اتریش است.